# Microlophus quadrivittatus
Microlophus quadrivittatus är en ödleart som beskrevs av  Johann Jakob von Tschudi 1845. Microlophus quadrivittatus ingår i släktet Microlophus och familjen Tropiduridae. Inga underarter finns listade i Catalogue of Life.